# Твёрдые жиры
«Твёрдые жиры» — вещества, относящиеся к сложным эфирам жирных кислот или смесям таких соединений, чаще всего встречающимся в живых существах или в пище.

## Производство
Для производства и переработки жиров используются различные химические и физические методы, как в промышленности, так и в домашних условиях. К ним относятся:
- Прессование для извлечения жидких жиров из фруктов, семян или водорослей, например, оливкового масла из оливок
- Экстракция растворителем с использованием таких растворителей, как гексан или сверхкритический диоксид углерода
- Рендеринг, расплавление жира в жировой ткани, например, для получения жира, свиного сала, рыбьего жира и китового жира
- Сбивание молока для получения сливочного масла
- Гидрирование для повышения степени насыщения жирных кислот
- Переэтерификация, перегруппировка жирных кислот в различных триглицеридах
- Утепление для удаления компонентов масла с более высокой температурой плавления
- Осветление сливочного масла

## Биология
У людей и многих животных жир выступает как источник энергии, так и накопитель энергии сверх того, что требуется организму в данный момент. Каждый грамм жира при сжигании или метаболизме высвобождает около 9 калорий за прием пищи (37 кДж = 8,8 ккал).
Жир играет важную роль в поддержании здоровья кожи и волос, защите органов тела от воздействия окружающей среды, поддержании температуры тела и содействии здоровому функционированию клеток. Жир также служит полезным буфером против многих заболеваний. Когда определенные вещества, будь то химические или биологические, достигают опасного уровня в крови, организм может эффективно разбавлять вредные вещества или, по крайней мере, накапливать их в новой жировой ткани для поддержания баланса.

### Жировая ткань
У животных жировая ткань, или жировой слой, является средством накопления метаболической энергии в организме в течение длительного периода времени. Жировые клетки (fat cells) накапливают жир, полученный с пищей и в результате метаболизма в печени. Под давлением энергии эти клетки могут расщеплять накопленные жиры для получения жирных кислот, а также глицерина для циркуляции крови. Эти метаболические процессы регулируются несколькими гормонами (например, инсулином, глюкагоном и адреналином). Жировая ткань также выделяет гормон лептин.

## Переваривание иметаболизм
Жиры расщепляются в здоровом организме с выделением их составляющих, глицерина и жирных кислот. Сам по себе глицерин может быть преобразован печенью в глюкозу и таким образом стать источником энергии. Жиры и другие липиды расщепляются в организме ферментами, называемыми липазами, вырабатываемыми в поджелудочной железе.

Многие типы клеток могут использовать либо глюкозу, либо жирные кислоты в качестве источника энергии для метаболизма. В частности, сердце и скелетные мышцы предпочитают жирные кислоты.
Несмотря на давние утверждения об обратном, жирные кислоты также могут использоваться в качестве источника топлива для клеток мозга посредством митохондриального окисления.